# Sphaerotheca leucorhynchus
Espèce
Synonymes
- Rana leucorhynchus Rao, 1937
- Tomopterna leucorhynchus (Rao, 1937)

Statut de conservation UICN

 DD  : Données insuffisantes
Sphaerotheca leucorhynchus est une espèce d'amphibiens de la famille des Dicroglossidae.

## Répartition
Cette espèce est endémique de l'État du Karnataka dans le sud de l'Inde.

## Publication originale
- Rao, 1937 : On some new forms of Batrachia from south India. Proceedings of the Indian Academy of Sciences, sér. B, vol. 6, p. 387-427.